# AKMU
AKMU (кор. 악뮤), также известные как Akdong Musician (кор. 악동뮤지션), — южнокорейский дуэт, состоящий из Ли Чанхёка и Ли Сухён, которые дебютировали под руководством YG Entertainment в апреле 2014 года со студийным альбомом Play после победы в шоу K-pop Star 2.
Дебютный альбом Play (2014) был хорошо принят публикой и критиками, было продано более 6,9 миллионов цифровых версий песен. Позже, альбом получил награду «Лучший поп-альбом» премии Korean Music Awards 2014 года. Последующие альбомы Spring (2016) и Winter (2017) способствовали успеху дуэта. По состоянию на март 2017 года дуэт продал более 23 миллионов цифровых песен в Южной Корее.

## История

### 2012-13: K-pop Star 2
Ли Чан Хёк и Су Хён жили с родителями-миссионерами в Монголии почти пять лет, прежде чем они вернулись в Южную Корею, чтобы продолжить карьеру в музыкальной индустрии. Брат и сестра в дуэте, под названием Akdong Musician, стали частью агентства Protement. В компании они сделали несколько сценических выступлений и даже выпустили оригинальную песню под названием «Galaxy», которая позже была использована в качестве саундтрека к коммерческой версии Samsung Galaxy S4.
В августе 2012 года дуэт участвовал в предварительных прослушиваниях K-pop Star 2, которые проходили на арене Jamsil в Сеуле. Они прошли свое прослушивание, и в первом туре спели кавер-версию песни «Breathe» группы Miss A, а также оригинальную песню «Do not Cross Your Legs», чтобы похвалить всех трех судей. Пак Джинен —  основатель и генеральный директор JYP Entertainment, похвалил химию между братом и сестрой и те техники, которые они включили в свои выступления. Певица и представитель SM Entertainment БоА подчеркнула и похвалили тексты их оригинальной песни, в то время как Ян Хён Сок, основатель и главный исполнительный директор YG Entertainment, описал их как «настоящих артистов» среди людей, которые прослушивались для шоу. Дуэт продолжал получать положительные отзывы от судей до их второго выступления в третьем раунде. Судьи отметили, что их неуверенность была основной причиной их слабонервных выступлений в последующих раундах. Несмотря на это, они в конечном итоге победили.
Некоторые из их оригинальных песен, исполненных во время конкурса, были выпущены под LOEN Entertainment и были хорошо приняты, «You’re Attractive», выпущенный 12 декабря, сразу же занял первое место в чартах Gaon. После конкурса, несмотря на то, что их не подписали в развлекательном агентстве, они участвовали в рекламных роликах и сочиняли несколько песен. Одна из этих песен была «I Love You» для телесериала All About My Romance.
24 мая 2013 года, через месяц после победы в K-pop Star 2, брат и сестра подписали эксклюзивный контракт с YG Entertainment.

### 2014-15: Дебют сPlayи первый концерт
Дебютный альбом Akdong Musician «Play» был выпущен в цифровом формате 7 апреля, а физически — 9 апреля, через девять месяцев после победы над K-pop Star 2. В альбоме есть одиннадцать песен, все написаны и спродюсированы Ли Чан Хёком. В общей сложности три заглавных трека, сопровождаемых тремя различными музыкальными видео. Последний заглавный трек определялся путём голосования поклонников. Первая песня «200%» была выбрана Ян Хён Соком, а вторая песня «Melted» была выбрана самими Akdong Musician. Альбом дебютировал под номером два в Billboard World Albums Chart. Дебютное выступление Akdong Musician состоялось 6 апреля на K-pop Star 3.
Музыкальный клип для «200%» был выпущен 7 апреля вместе с цифровым альбомом. Вскоре после его выпуска, «200%», возглавила музыкальные чарты, а остальные композиции в альбоме также заняли высокие позиции. 14 апреля было выпущено музыкальное видео для «Melted». Последней и третьей заглавной песней была «Give Love», которая была третьей песней с высоким графиком после «200%» и «Melted». 2 мая вышел видеоклип на песню «Give Love».
16 июня Akdong приняли участие в проекте YG Family, выпустив кавер на песню Тэяна «Eyes, Nose, Lips».
21-23 ноября состоялся первый живой концерт Akdong Musician под названием «AKMU Camp» на Blue Square Samsung Card Hall, Hannam-dong, Сеул.
10 октября Akdong Musician выпустили цифровой сингл «Time and Fallen Leaves» (кор.: 시간과 낙엽; RR: Шигангва Нанёп), написанный и спродюсированный Ли Чан Хёком. Первоначально это был заглавный трек Play, но он был сохранен для октябрьского релиза, потому что подходит к более осеннему сезону. Песня совершила ол-кил спустя два дня после релиза, заняв первое место в девяти основных музыкальных чартах в реальном времени. Она также заняла первое место в еженедельном корейском чарте Gaon на второй неделе выпуска. К песне не было предоставлено музыкальное видео для того, чтобы слушатели могли представить свои собственные истории.
5 ноября было анонсировано, что Су Хён станет частью подгруппы YG Family «Hi Suhyun» с Ли Хай. Их дебютный сингл «I’m Different» (кор.: 나는 달라) был выпущен в цифровом виде 11 ноября.
9 октября 2015 года Akdong выпустили песню «Like Ga, Na, Da» «(가나다같이)» вместе со специальным видео на праздновании корейского «한글날»(День Хангыля). Песня — совместное производство от YG Entertainment и Woori Card в рамках официальной кампании «День хангыля».

### 2016 — настоящее время: СерииPuberty и гастроли
25 апреля Akdong Musician подтвердили свое возвращение 4 мая, объявив о том, что выпустят мини-альбомом под названием Spring (思春記上), первым в серии альбомов Puberty. Альбом продвигался с выпуском двух синглов: «Re-Bye» и «How People Move». 26 апреля Akdong Musician выпустили короткий фильм, чтобы поддразнить поклонников, напомнив об их возвращении. Короткометражка начинается игриво в мире, подобном фантазии, до тех пор, пока не начнется поворот для немного темного и жуткого финала, который дает ощущение эффекта «Uncanny Valley». 4 мая вышел альбом, который спустя несколько дней оказался на первой позиции в десятке лучших песен чарта Gaon. Billboard назвал Spring четвёртым лучшим K-pop альбомом года, заявив, что альбом «мы хвастаемся более театральным чувством к ним, чтобы показать, что молодой дуэт растет захватывающим темпом».
Чтобы продвигать Spring, Akdong Musician провели мини-концерт в Сеульском лесопарке перед 10 000 человек. Дуэт оставался до конца года, выступая по всей Азии, демонстрируя шоукейсы в Тапей, Куала-Лумпуре, Сингапуре и Шанхае .
После Spring Vol. 1, 22 декабря, было подтверждено, что AKMU выпустит короткометражный фильм «Spring To Winter» для продвижения своего нового альбома, второго в концептуальном двухсерийном альбоме Puberty. Короткометражный фильм был выпущен 1 января 2017 года. В нём, Akdong, играющий самих себя, спорят и распускают Akdong Musician, а песни с нового альбома выступают в роли саундтрека.
24 декабря было объявлено, что их второй сезонный тематический альбом Winter будет выпущен 3 января 2017 года. Этот альбом содержит восемь треков; «Last Goodbye (오랜 날 오랜 밤)» и «Reality (리얼리티)» являются заглавными. Синглы вошли в пятерку лучших на нескольких музыкальных сайтах «Last Goodbye» became the second best-performing song in the first half of 2017 in South Korea.. Затем дуэт начал тур по Южной Корее, где провели концерты в семи городах по всей стране, включая восемь концертов в Сеуле.
Ли Чан Хёк служит в морской пехоте с 18 сентября 2017 года, поэтому деятельность группы приостановлена. Су Хён работает сольно.
Чан Хёк демобилизовался 29 мая 2019 года.

### 2019 — настоящее время: возвращение сSailing
29 мая 2019 года Ли Чан Хёк демобилизовался после службы с морской пехоте Южной Кореи. Находясь на службе, он написал альбом для сольного дебюта своей сестры, тем не менее, YG так и не дебютировали Су Хён.
После удачного появления на развлекательных шоу, в августе вышло объявление от YG о камбэке дуэта в сентябре. Камбэк состоялся 25.09.2019 года с третьим полноформатным альбомом Sailing и клипом на заглавную песню. Альбом содержит 10 треков; «How Can I Love The Heartbreak, You’re The One I Love (어떻게 이별까지 사랑하겠어, 널 사랑하는 거지)» является заглавным. При написании Sailing, Ли Чан Хёк черпал вдохновения из своей армейской службы в морской пехоте — треки так или иначе посвящены морской тематике.
В данный момент, пять треков из десяти находятся в Топ-10 прослушиваний в чарте Melon, а так же все песни из альбома входят в Топ-25 чарта реального времени. Заглавная песня «How can I love the heartbreak, you`re the one I love» получила Certified All-Kill (№ 1 во всех чартах реального и дневного времени).

## Участники
- Ли Чан Хёк (кор.: 이찬혁; ханча: 李燦赫), родился 12 сентября 1996 г. — главный вокалист и рэпер, также является акустическим гитаристом и писателем текста к песням.
- Ли Су Хён (кор.: 이수현; ханча: 李秀賢), родилась 4 мая 1999 г. — главная вокалистка.

## Дискография

### Студийные альбомы
- Play (2014)
- Spring (2016)
- Winter (2017)
- Sailing (2019)

## Фильмография

### Телевидение
| Год  | Канал       | Название                            | Участники | Заметки                                                             |
| ---- | ----------- | ----------------------------------- | --------- | ------------------------------------------------------------------- |
| 2012 | SBS         | K-pop Star 2                        | Все       | Участники (победители)                                              |
| 2013 | SBS         | K-pop Star 2                        | Все       | Участники (победители)                                              |
| 2014 | SBS         | K-pop Star 3                        | Все       | Гость (эпизод № 20); дебютное представление Akdong Musician         |
| 2014 | KBS2        | You Hee-yeol's Sketchbook           | Все       | Гость (эпизоды № 230, 242)                                          |
| 2014 | SBS         | Healing Camp                        | Все       | Гость (эпизоды № 140—141, 164)                                      |
| 2016 | KBS2        | Immortal Songs 2                    | Су Хён    | Участники (эпизод № 254)                                            |
| 2016 | MBC Every 1 | Weekly Idol                         | Все       | Гость (эпизод № 253)                                                |
| 2016 | JTBC        | Two Yoo Project Sugar Man           | Все       | Участники (эпизод № 35)                                             |
| 2016 | KBS2        | Happy Together 3                    | Все       | Гость (эпизод № 451)                                                |
| 2016 | KBS2        | You Hee-yeol's Sketchbook           | Все       | Гость (эпизод № 318)                                                |
| 2016 | KBS2        | You Hee-yeol's Sketchbook           | Все       | Угловой MC; Потомки Lyrics segment (эпизод № 321—340)               |
| 2017 | MBC         | My Little Television                | Все       | Интернет трансляция, гость (эпизод № 82-83)                         |
| 2017 | JTBC        | Please Take Care of My Refrigerator | Все       | Гость (эпизод № 116—117)                                            |
| 2017 | MBC         | Duet Song Festival                  | Су Хён    | Участник, дуэт с Ян Джи На (эпизод № 41-42)                         |
| 2017 | MBC         | King of Mask Singer                 | Су Хён    | Участник как «Elephant Young Girl Is Nose-handed» (эпизод № 99-100) |
| 2017 | MBC         | King of Mask Singer                 | Чан Хёк   | Участник как «Short Neck Sad Giraffe» (эпизод № 99)                 |
| 2017 | KBS2        | You Hee-yeol's Sketchbook           | Все       | Гость (эпизод № 353)                                                |
| 2017 | KBS2        | 2 Days & 1 Night                    | Все       | Гость (эпизод № 486—488)                                            |
| 2017 | MBC         | Radio Star                          | Все       | Гость (эпизод № 518)                                                |

### Фильмы
| Год  | Название         | Участники | Герои      | Заметки                            |
| ---- | ---------------- | --------- | ---------- | ---------------------------------- |
| 2017 | SPRING of WINTER | Все       | Самих себя | Музыкальный короткометражный фильм |

## Концерты и туры

### AKMU 1st Live Tour «AKMU CAMP» (2014)
| Дата            | Город   | Страна      | Место проведения              |
| --------------- | ------- | ----------- | ----------------------------- |
| 21 ноября 2014  | Сеул    | Южная Корея | Blue Square Samsung Card Hall |
| 22 ноября 2014  | Сеул    | Южная Корея | Blue Square Samsung Card Hall |
| 23 ноября 2014  | Сеул    | Южная Корея | Blue Square Samsung Card Hall |
| 6 декабря 2014  | Тэгу    | Южная Корея | Chunma Art Center             |
| 24 декабря 2014 | Гванджу | Южная Корея | Kimdaejung Convention Center  |
| 31 декабря 2014 | Пусан   | Южная Корея | Busan Citizens' Hall          |

### AKMU STUDIO (2016)
| Дата            | Город        | Старана  | Место проведения                       |
| --------------- | ------------ | -------- | -------------------------------------- |
| 12 ноября 2016  | Тайбэй       | Тайвань  | Taipei International Convention Center |
| 6 декабря 2016  | Сингапур     | Сингапур | Kallang Theatre                        |
| 22 декабря 2016 | Шанхай       | Китай    | Mercedes-Benz Arena (Shanghai)         |
| 26 декабря 2016 | Куала Лампур | Малайзия | KL Live Centre                         |

### AKMU Concert «Diary» (2017)
| Дата           | Город   | Страна      | Место проведения                         | Аудитория |
| -------------- | ------- | ----------- | ---------------------------------------- | --------- |
| 23 марта 2017  | Сеул    | Южная Корея | Sogang University Mary Hall              | 4000      |
| 24 марта 2017  | Сеул    | Южная Корея | Sogang University Mary Hall              | 4000      |
| 25 марта 2017  | Сеул    | Южная Корея | Sogang University Mary Hall              | 4000      |
| 26 марта 2017  | Сеул    | Южная Корея | Sogang University Mary Hall              | 4000      |
| 30 марта 2017  | Сеул    | Южная Корея | Sogang University Mary Hall              | 4000      |
| 31 марта 2017  | Сеул    | Южная Корея | Sogang University Mary Hall              | 4000      |
| 1 апреля 2017  | Сеул    | Южная Корея | Sogang University Mary Hall              | 4000      |
| 2 апреля 2017  | Сеул    | Южная Корея | Sogang University Mary Hall              | 4000      |
| 15 апреля 2017 | Гванджу | Южная Корея | Gwangju Culture & Art Center             | TBA       |
| 22 апреля 2017 | Тэгу    | Южная Корея | Kyungpook National University Grand Hall | TBA       |
| 12 мая 2017    | Сувон   | Южная Корея | Gyeonggi Arts Center                     | TBA       |
| 27 мая 2017    | Пусан   | Южная Корея | Busan KBS Hall                           | TBA       |
| 3 июня 2017    | Сонгнам | Южная Корея | Seongnam Arts Center Opera House         | TBA       |

## Награды и номинации

### Южнокорейские награды

#### Mnet Asian Music Awards
| Год  | Категория          | Получатель      | Результат |
| ---- | ------------------ | --------------- | --------- |
| 2014 | Best New Artist    | Akdong Musician | Номинация |
| 2014 | Artist of the Year | Akdong Musician | Номинация |

#### Golden Disk Awards
| Год  | Категория        | Получатель      | Результат |
| ---- | ---------------- | --------------- | --------- |
| 2015 | Disk Bonsang     | Play            | Номинация |
| 2015 | Digital Bonsang  | «200 %»         | Номинация |
| 2015 | New Artist Award | Akdong Musician | Номинация |

#### Cyworld Digital Music Awards
| Год  | Категория                      | Получатель                      | Результат |
| ---- | ------------------------------ | ------------------------------- | --------- |
| 2012 | Rookie Of The Month — December | «You are Attractive» (매력있어) | Победа    |

#### MelOn Music Awards
| Год  | Категория          | Получатель      | Результат |
| ---- | ------------------ | --------------- | --------- |
| 2013 | OST Award          | «I Love You»    | Номинация |
| 2014 | Top 10 Artists     | Akdong Musician | Победа    |
| 2014 | Artist of the Year | Akdong Musician | Номинация |
| 2014 | Album of the Year  | Play            | Номинация |
| 2014 | Song of the Year   | «200 %»         | Номинация |
| 2014 | Folk Song          | «200 %»         | Победа    |
| 2016 | Top 10 Artists     | Akdong Musician | Победа    |

#### Naver Yearly Ranking
| Год  | Категория    | Получатель | Результат |
| ---- | ------------ | ---------- | --------- |
| 2014 | Top 10 Album | Play       | Победа    |
| 2014 | Top 10 Song  | «200 %»    | Победа    |

#### Korean Music Awards
| Год  | Категория                            | Получатель      | Результат |
| ---- | ------------------------------------ | --------------- | --------- |
| 2014 | Rookie of the Year                   | Akdong Musician | Номинация |
| 2014 | Best Pop Album                       | Play            | Победа    |
| 2014 | Best Pop Song                        | «Melted»        | Номинация |
| 2014 | Netizens' Choice: Artist of the Year | Akdong Musician | Номинация |

#### Gaon Chart K-Pop Awards
| Год  | Категория          | Получатель | Результат |
| ---- | ------------------ | ---------- | --------- |
| 2014 | Best Song of April | «200 %»    | Победа    |

#### World Music Awards
| Год  | Категория         | Получатель  | Результат |
| ---- | ----------------- | ----------- | --------- |
| 2014 | World’s Best Song | «200 %»     | Номинация |
| 2014 | World’s Best Song | «Give Love» | Номинация |
| 2014 | World’s Best Song | «Melted»    | Номинация |

#### SBS Awards Festival
| Год  | Категория     | Получатель      | Результат |
| ---- | ------------- | --------------- | --------- |
| 2014 | Top 10 Artist | Akdong Musician | Победа    |

#### Bugs Awards
| Год  | Категория          | Получатель      | Результат |
| ---- | ------------------ | --------------- | --------- |
| 2014 | Top 10 Song        | «200 %»         | Победа    |
| 2014 | Top 10 Album       | Play            | Победа    |
| 2014 | Song of The Year   | «200 %»         | Номинация |
| 2014 | Album of The Year  | Play            | Номинация |
| 2014 | Rookie of The Year | Akdong Musician | Победа    |

### Музыкальные программы

#### M! Countdown
| Год  | Дата      | Песня          |
| ---- | --------- | -------------- |
| 2014 | 17 апреля | «200 %»        |
| 2014 | 24 апреля | «200 %»        |
| 2014 | 1 мая     | «200 %»        |
| 2017 | 19 января | «Last Goodbye» |

#### Inkigayo
| Год  | Дата      | Песня   |
| ---- | --------- | ------- |
| 2014 | 20 апреля | «200 %» |
| 2014 | 27 апреля | «200 %» |
| 2014 | 4 мая     | «200 %» |